# Welcome to My Life
«Welcome To My Life» es el primer sencillo del álbum Still Not Getting Any... de la banda canadiense de rock Simple Plan.
La canción trata fundamentalmente sobre comparaciones entre la vida del cantante con la vida de otras personas que pudieran identificarse con la suya.
"Welcome To My Life" se posicionó en el puesto #40 del Billboard Hot 100. Se posicionó en los puestos número 1 de países como Canadá, España y México. En Latinoamérica logró colocarse también en el puesto #1 del conteo Los 10+ pedidos.

## Listado de canciones
1. «Welcome to My Life» (original)
2. «Welcome to My Life» (Acústica)
3. «Welcome to My Life» (Vídeo)

## Posicionamientos
| Lista (2004)              | Posición |
| ------------------------- | -------- |
| Canadian Singles Chart    | 1        |
| Australian Singles Chart  | 7        |
| New Zealand RIANZ Chart   | 5        |
| French SNEP Singles Chart | 12       |
| Spanish Singles Chart     | 1        |
| US Billboard Hot 100      | 40       |